# リンダ・エスター・グレイ
リンダ・エスター・グレイ（Linda Esther Gray, 1948年5月29日 - ）は、イギリスのソプラノ歌手。
グリーノックの出身。1965年から1969年までスコットランド王立音楽院で歌、ピアノとチェロを学ぶ。在学中より歌手として舞台に立ち、卒業年度にはチンザノ国際声楽コンクールのファイナリストに残ったことにより、イタリアのナポリに留学。1972年に帰国後はキャスリーン・フェリアー賞を得て、グラインドボーン・ツーリング・オペラでプッチーニの《ラ・ボエーム》のミミ役を歌って正式デビューを果たした。1974年にはグラインドボーン音楽祭に参加し、モーツァルトの《イドメネオ》のエレットラ役を歌った。1975年にはスコティッシュ・オペラに在籍し、1981年にはワーグナーの《ヴァルキューレ》を歌ってアメリカのダラス歌劇場に進出した。
1986年に病を得て、現役のオペラ歌手を引退。

## 註
1. ↑  公式サイト

| スタブアイコン | サブスタブ | この項目は、まだ閲覧者の調べものの参照としては役立たない、人物に関連した書きかけの項目です。この項目を加筆・訂正などしてくださる協力者を求めています（P:人物伝/PJ:人物伝）。 |